# Via dei ciclamini/Di giorno in giorno
Via dei ciclamini/Di giorno in giorno è un singolo di Orietta Berti, pubblicato come 45 giri nel 1971.

## Descrizione

### Via dei ciclamini
Il testo assegnato alla Berti è un brano impegnato per l'epoca e per la stessa cantante, che viene da canzoni semplici come Fin che la barca va e Tipitipitì. La canzone viene presentata a Un disco per l'estate 1971 dove ottiene un grande successo.
Nel 2010 la Berti gira il video clip della canzone. Nel 2012 viene fatta una esibizione della canzone da Orietta Berti e Riccardo Fogli nel programma Non sparate sul pianista di Fabrizio Frizzi.
Nel 2018, inoltre, Valeria Rossi duetta con Orietta Berti cantando questa canzone nel programma Ora o mai più.
Nel 2024, durante il programma Viva Rai2!, Orietta Berti duetta con La Sad, partecipanti in gara al Festival di Sanremo

### Di giorno in giorno
Di giorno in giorno è la canzone pubblicata sul lato B del singolo.
Entrambi i brani sono stati inseriti nel 2008 nella raccolta Gli anni della Polydor - 1963/1978.

## Tracce
Lato A
1. Via dei ciclamini (Orchestra diretta da Alberto Baldan Bembo) (testo: Daniele Pace, Mario Panzeri, Gianni Argenio – musica: Daniele Pace, Mario Panzeri, Corrado Conti; edizioni musicali Suvini Zerboni, Esedra)

Lato B
1. Di giorno in giorno (Orchestra diretta da Giulio Libano) (testo: Daniele Pace – musica: Mario Panzeri, Aldo Cazzulani; edizioni musicali Esedra)